# Raúl Matera
Raúl Matera (Buenos Aires, 7 de mayo de 1915-21 de marzo de 1994) fue un prestigioso neurocirujano argentino que dedicó gran parte de su vida a la política.

## Médico
Se recibió de médico en la Facultad de Medicina de la Universidad de Buenos Aires, donde fue jefe de trabajos prácticos, profesor adjunto y subdirector del Instituto de Neurocirugía. Prestó servicios en el Hospital Militar Central y en el Hospital Nacional de Neurocirugía, y fue discípulo de Ramón Carrillo. Fue presidente de la Asociación Argentina de Box.
En fue 1957 profesor de neurocirugía, y dos años más tarde creó un centro para el estudio de las patologías del sistema nervioso, tanto central como periférico.
En 1968 creó el Nuevo Centro de Investigaciones psiquiátricas de Buenos Aires, donde pensaba ejercer su otra especialidad, la Psiquiatría. En 1972 Se destaca en el Instituto de Neurocirugía Costa Buero, perteneciente a la Facultad de Medicina de la Universidad de Buenos Aires.
En 1989, en el Sanatorio Güemes, en ocasión de una visita por la delicada salud cardíaca del empresario peronista e íntimo de Perón Jorge Antonio, le vaticina a su amigo, el cardiólogo intervencionista Luis M. de la Fuente, por entonces cardiólogo jefe y pionero en ese Sanatorio y  quien estaba interviniendo mediante angioplastia coronaria al íntimo de Perón: que la angioplastia coronaria iba en muchos casos a reemplazar al bypass aorto coronario.

## Político
Fue un político peronista, que se enroló en esas filas desde muy joven y aprendió los fundamentos de la doctrina de Perón, después del derrocamiento de esa fuerza en el año 1955, fue uno de los que impulsó al neoperonismo. Entre 1955 y 1970 participó activamente junto con Arturo Jauretche, José María Rosa, Raúl Scalabrini Ortiz, José Luis Muñoz Azpiri, etc. en las reuniones que se hacían en el Estudio del Dr Jorge Ramos Mejía, donde funcionaba la redacción de los semanarios «Azul y Blanco» y «Segunda República» que dirigían Marcelo Sánchez Sorondo, Ricardo Curutchet y Luis Rivet. Fue delegado personal del General Perón en la Argentina. En el avión donde regresó Perón a la Argentina después de muchos años de exilio, venían 153 personas destacadas de la sociedad argentina, políticos, sindicalistas, deportistas, de las ciencias, y amigos: uno de ellos era Raúl Matera.
En 1991 fue nombrado Interventor del Consejo Nacional de Investigaciones Científicas y Técnicas durante la presidencia de Menem.

## Su familia
Casado con Elsa y padre de seis hijos, algunos de ellos continuaron su profesión como el que lleva su primer nombre y se llama Raúl V. Matera.